# Usia tewfiki
Usia tewfiki är en tvåvingeart som beskrevs av Efflatoun 1945. Usia tewfiki ingår i släktet Usia och familjen svävflugor.
Artens utbredningsområde är Egypten. Inga underarter finns listade i Catalogue of Life.